# Кураксу
Кураксу́ (каз. Құрақсу) — село у складі Аксуського району Жетисуської області Казахстану. Входить до складу Матайського сільського округу.
Населення — 269 осіб (2021; 461 у 2009, 655 у 1999, 991 у 1989).